# Montejo de la Sierra
Montejo de la Sierra es un municipio español perteneciente a la comunidad autónoma de Madrid, situado en la denominada Sierra del Rincón. Se localiza al norte de la comunidad autónoma, lindando con la de provincia de Guadalajara, cerca de las montañas de Somosierra y dentro del sistema Central. Su superficie es de 31,37 kilómetros cuadrados. El núcleo urbano se encuentra a una altitud de 1148 m y se sobrepasan los 2000 m en la zona norte del municipio.

## Toponimia
El origen del nombre Montejo proviene del hecho de encontrarse en zona montañosa. Con anterioridad se denominó Montejo del Rincón, parece ser que debido al nombre de un monte cercano.

## Símbolos
El escudo heráldico que representan al municipio fue aprobado oficialmente en con el siguiente blasón:

Escudo medio partido y cortado: primero, las armas de los Mendoza; segundo, en campo de oro un roble sinople; tercero, en campo de plata una cabeza de jabalí de gules. Al timbre corona real cerrada.
Boletín Oficial del Estado nº de 297 de 12 de diciembre de 1986

## Fiestas patronales
Semana Santa, Romería, Judas, El Mayo, Carnaval y Nuestra Sra. de Nazaret.

## Medio físico
Ubicación
La localidad capital del municipio está situada a una altitud de 1148 m s. n. m. El pueblo se localiza a los pies de la Majada de la Peña y sobre el río de La Mata. La Cañada Real, que provenía de Tamajón, cruzaba por Montejo entre la Ermita de Nazaret y la Dehesa de Prádena.
| Noroeste: Horcajuelo de la Sierra | Norte: El Cardoso de la Sierra | Noreste: El Cardoso de la Sierra |
| Oeste: Horcajuelo de la Sierra    |                                | Este: La Hiruela                 |
| Suroeste: Prádena del Rincón      | Sur: Prádena del Rincón        | Sureste: Prádena del Rincón      |

Flora

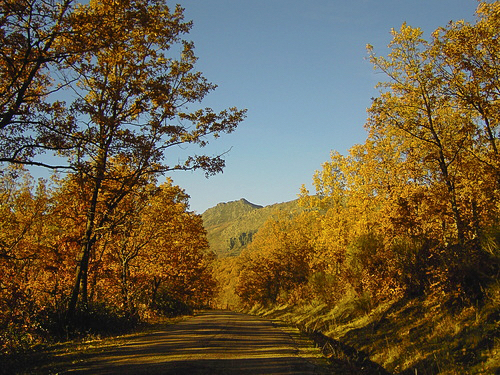
Hayedo de Montejo

El territorio montañoso, con vegetación compuesta por extensas praderas y bosques caducifolios y de coníferas. Además de poseer amplias zonas de robles y rebollos, destaca un bosque de hayas de gran interés, el llamado Hayedo de Montejo. Este espacio natural protegido constituye un importante atractivo turístico, que ha contribuido notablemente al desarrollo de la economía local. 
Hidrografía
El río Jarama discurre en su límite noroeste. El arroyo de la Mata divide el territorio en dos, de norte a sur, y, después de pasar cerca del núcleo urbano de Montejo, se une al río Lozoya, ya fuera del término.

## Demografía
Cuenta con una población de 374 habitantes (INE 2024).
| Gráfica de evolución demográfica de Montejo de la Sierra entre 1842 y 2021                                            |
| |
| Población de derecho según los censos de población del INE. Población de hecho según los censos de población del INE. |

## Transportes
Montejo de la Sierra está comunicado por cuatro líneas de autobús, pero ninguna de ellas tiene conexión directa con Madrid capital. Las líneas son:
| Línea | Recorrido                                                       | Operador |
| ----- | --------------------------------------------------------------- | -------- |
| 191C  | Buitrago del Lozoya - Montejo de la Sierra                      | ALSA     |
| 199A  | Buitrago - Montejo - Mangirón - Buitrago                        | ALSA     |
| 911   | Buitrago de Lozoya - Montejo de la Sierra - La Hiruela          | ALSA     |
| 912   | Buitrago de Lozoya - Montejo de la Sierra - Puebla de la Sierra | ALSA     |

## Economía

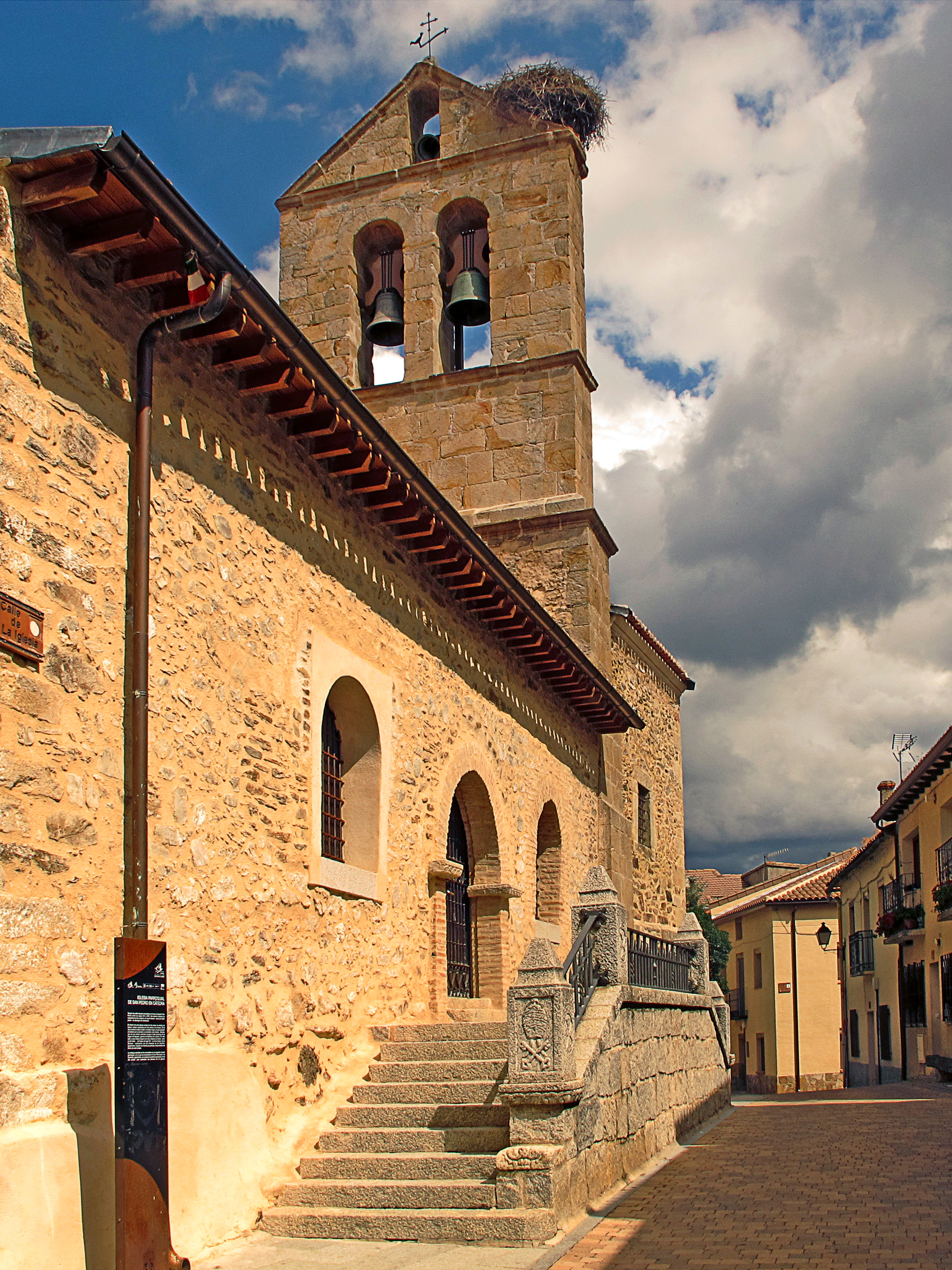
Iglesia de Montejo de la Sierra.

Tradicionalmente basada en la agricultura y la ganadería, en franco declive a partir de los flujos migratorios de mediados del siglo pasado, la actividad productiva ha experimentado un importante crecimiento en los últimos años, vinculado especialmente al auge del sector servicios.

## Educación
En Montejo de la Sierra hay 1 guardería pública y un colegio público llamado Ángel Gómez de Andrés, donde se imparten clases desde infantil hasta 6º de primaria.